# Little Milton

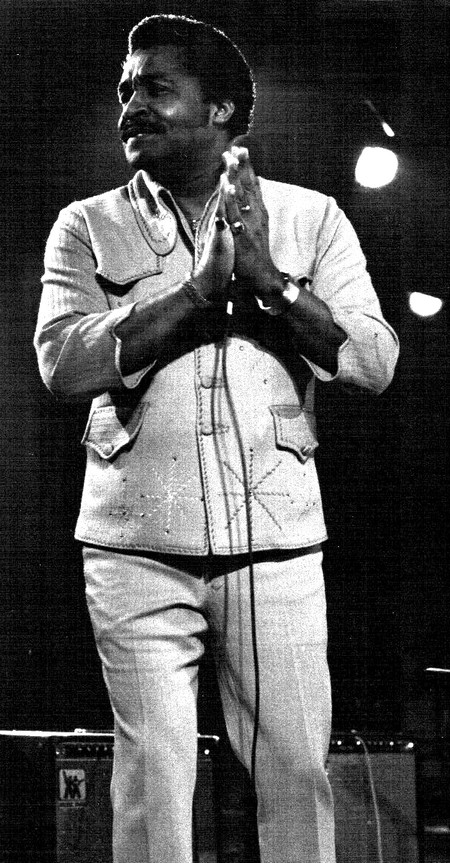
Little Milton (1982)

Little Milton (* 7. September 1934 in Inverness, Mississippi; † 4. August 2005 in Memphis, Tennessee), eigentlich Milton Campbell, Jr., war ein US-amerikanischer Blues-Gitarrist und Sänger. Zu seinen bekanntesten Hits zählen Grits Ain’t Groceries und We’re Going To Make It.

## Karriere
Die musikalischen Vorbilder von Little Milton waren T-Bone Walker, B. B. King, Roy Brown und Big Joe Turner. Seine ersten Aufnahmen machte er bei Sun Records mit der Unterstützung von Ike Turner und dessen Band. 1958 zog er nach St. Louis, wo er mit Oliver Sain das Bobbin-Label aufbaute, bei dem u. a. Albert King unter Vertrag war.
1961 unterschrieb er bei Checker, einem Ableger von Chess Records. In den folgenden 9 Jahren nahm er über 100 Titel auf, von denen einige Top-Ten-Hits wurden. Who's Cheating Who? erreichte sogar die Spitze der R&B-Charts. 1971 wechselte Little Milton zu Stax Records. Sein Stil änderte sich, er arbeitete mit Streichern und den Memphis Horns, mit "Big" Joe Turner und Willie "Too Big" Hall.
1988 wurde Little Milton in die Blues Hall of Fame aufgenommen.
Von 1984 bis 2004 war Little Milton bei dem Südstaaten-Soul-Label Malaco unter Vertrag. Dort hatte er mit "The Blues is Alright" einen Hit im Chitlin’ Circuit, der R&B-Clubszene des Südens der Vereinigten Staaten; es wurde auch mit dem Prix Big Bill Broonzy ausgezeichnet. Das Album "Welcome to Little Milton" vereint hauptsächlich Duette mit Rock- und Blues-Künstlern wie Lucinda Williams, Delbert McClinton, Peter Wolf (Ex-J.Geils Band) und Keb Mo'. Bei Malaco hat er hauptsächlich gute Alben im Soul-Blues-Stil des Südens vorgelegt, die z. T. auch in den berühmten Muscle Shoals Studios aufgenommen wurden.
2005 veröffentlichte er eine CD bei Telarc mit dem Titel "Think of Me", produziert von Jon Tiven, ein gutes Album im klassischen Soul-Blues-Stil der Südstaaten, gewürzt mit Elementen der Sechziger-Jahre-Musik.

## Diskografie

### Alben
| Jahr | Titel                          | Höchstplatzierung, Gesamtwochen, AuszeichnungChartplatzierungen (Jahr, Titel, Platzierungen, Wochen, Auszeichnungen, Anmerkungen) | Höchstplatzierung, Gesamtwochen, AuszeichnungChartplatzierungen (Jahr, Titel, Platzierungen, Wochen, Auszeichnungen, Anmerkungen) | Anmerkungen |
| Jahr | Titel                          | US | R&B | Anmerkungen |
| ---- | ------------------------------ | --- | --- | ----------- |
| 1965 | We’re Gonna Make It            | US101 (14 Wo.)US | R&B3 (11 Wo.)R&B |             |
| 1969 | Grits Ain’t Groceries          | US159 (7 Wo.)US | R&B41 (3 Wo.)R&B |             |
| 1970 | If Walls Could Talk            | US197 (2 Wo.)US | R&B23 (11 Wo.)R&B |             |
| 1973 | Waiting for Little Milton      | — | R&B39 (15 Wo.)R&B |             |
| 1974 | Blues ’n’ Soul                 | — | R&B45 (8 Wo.)R&B |             |
| 1976 | Friend of Mine                 | — | R&B50 (2 Wo.)R&B |             |
| 1983 | Age Ain’t Nothin’ But a Number | — | R&B53 (8 Wo.)R&B |             |
| 1984 | Playing for Keeps              | — | R&B55 (18 Wo.)R&B |             |
| 1988 | Back to Back                   | — | R&B73 (17 Wo.)R&B |             |
| 1990 | Too Much Pain                  | — | R&B40 (29 Wo.)R&B |             |
| 1991 | Reality                        | — | R&B57 (16 Wo.)R&B |             |
| 1992 | Strugglin’ Lady                | — | R&B63 (7 Wo.)R&B |             |

Weitere Alben
- 1966: Sings Big Blues
- 1973: What It Is: Live at Montreux
- 1975: Tin Pan Alley
- 1977: Me For You, You For Me
- 1981: Walkin’ the Back Streets
- 1982: The Blues Is Alright
- 1985: I Will Survive
- 1986: Annie Mae’s Cafe
- 1987: Movin’ to the Country
- 1991: I Need Your Love So Bad
- 1994: I’m a Gambler
- 1995: Live at Westville Prison
- 1996: Cheatin’ Habit
- 1997: Count the Days
- 1998: For Real
- 1999: Welcome to Little Milton
- 2001: Feel It
- 2002: Guitar Man
- 2004: The Blues Is Alright: Live at Kalamazoo
- 2005: Think of Me
- 2006: Live at the North Atlantic Blues Festival: His Last Concert

### Kompilationen
- 1972: Greatest Hits
- 1990: Sun Masters
- 1994: Welcome to the Club: The Essential Chess Recordings
- 1994: The Complete Stax Singles
- 1995: Stand By Me: The Blues Collection
- 1995: Greatest Hits
- 1996: Rockin’ the Blues
- 1997: Greatest Hits (The Chess 50th Anniversary Collection)
- 1997: Count the Days
- 1998: Chess Blues Guitar: Two Decades of Killer Fretwork
- 2001: The Complete Checker Hit Singles
- 2002: Anthology 1953-1961
- 2006: Running Wild Blues
- 2006: Stax Profiles
- 2007: The Very Best of Little Milton

### Singles
| Jahr | Titel Album                                | Höchstplatzierung, Gesamtwochen, AuszeichnungChartplatzierungen (Jahr, Titel, Album, Platzierungen, Wochen, Auszeichnungen, Anmerkungen) | Höchstplatzierung, Gesamtwochen, AuszeichnungChartplatzierungen (Jahr, Titel, Album, Platzierungen, Wochen, Auszeichnungen, Anmerkungen) | Anmerkungen |
| Jahr | Titel Album                                | US | R&B | Anmerkungen |
| ---- | ------------------------------------------ | --- | --- | ----------- |
| 1962 | So Mean to Me –                            | — | R&B14 (5 Wo.)R&B |             |
| 1964 | What Kind Of Love Is This –                | — | R&B39 (5 Wo.)R&B |             |
| 1965 | Blind Man We’re Gonna Make It              | US86 (4 Wo.)US | R&B14 (6 Wo.)R&B |             |
| 1965 | We’re Gonna Make It                        | US25 (11 Wo.)US | R&B1 (15 Wo.)R&B |             |
| 1965 | Who’s Cheating Who? We’re Gonna Make It    | US43 (7 Wo.)US | R&B4 (10 Wo.)R&B |             |
| 1966 | Man Loves Two –                            | — | R&B45 (2 Wo.)R&B |             |
| 1966 | We Got the Winning Hand –                  | US100 (1 Wo.)US | — |             |
| 1967 | Feel So Bad Sings Big Blues                | US91 (3 Wo.)US | R&B7 (15 Wo.)R&B |             |
| 1967 | I’ll Never Turn My Back on You –           | — | R&B31 (4 Wo.)R&B |             |
| 1968 | Let Me Down Easy –                         | — | R&B27 (11 Wo.)R&B |             |
| 1968 | More and More –                            | — | R&B45 (5 Wo.)R&B |             |
| 1969 | Grits Ain’t Groceries                      | US73 (5 Wo.)US | R&B13 (8 Wo.)R&B |             |
| 1969 | Just a Little Bit Grits Ain’t Groceries    | US97 (2 Wo.)US | R&B13 (8 Wo.)R&B |             |
| 1969 | Let’s Get Together If Walls Could Talk     | — | R&B13 (9 Wo.)R&B |             |
| 1969 | Poor Man If Walls Could Talk               | — | R&B18 (7 Wo.)R&B |             |
| 1970 | Baby, I Love You If Walls Could Talk       | US82 (3 Wo.)US | R&B6 (9 Wo.)R&B |             |
| 1970 | If Walls Could Talk                        | US71 (5 Wo.)US | R&B10 (11 Wo.)R&B |             |
| 1970 | Somebody’s Changin’ My Sweet Baby’s Mind – | — | R&B22 (5 Wo.)R&B |             |
| 1971 | I Play Dirty If Walls Could Talk           | — | R&B37 (3 Wo.)R&B |             |
| 1971 | If That Ain’t a Reason –                   | — | R&B41 (2 Wo.)R&B |             |
| 1972 | That’s What Love Will Make You Do –        | US59 (6 Wo.)US | R&B9 (9 Wo.)R&B |             |
| 1973 | What It Is Waiting For Little Milton       | — | R&B51 (9 Wo.)R&B |             |
| 1974 | Behind Closed Doors –                      | — | R&B31 (12 Wo.)R&B |             |
| 1974 | Tin Pan Alley –                            | — | R&B51 (11 Wo.)R&B |             |
| 1974 | Let Me Back In –                           | — | R&B38 (11 Wo.)R&B |             |
| 1975 | If You Talk In Your Sleep –                | — | R&B34 (13 Wo.)R&B |             |
| 1976 | Friend of Mine                             | — | R&B15 (13 Wo.)R&B |             |
| 1976 | Baby, It Ain’t No Way Friend of Mine       | — | R&B94 (2 Wo.)R&B |             |
| 1976 | Loving You –                               | — | R&B47 (12 Wo.)R&B |             |
| 1976 | Just One Step Me For You, You For Me       | — | R&B59 (11 Wo.)R&B |             |
| 1983 | Age Ain’t Nothin’ But a Number             | — | R&B89 (4 Wo.)R&B |             |